# إسحاق بيرلمان
إسحاق بيرلمان ((بالعبرية: יצחק פרלמן‏)، (وُلد في 31 اغسطس 1945) هو مُعلم وعازف كمان وقائد أوركسترا إسرائيلي.

## فترة الطفولة
وُلد بيرلمان في تل أبيب، في فترة الانتداب البريطاني على فلسطين.  والداه حاييم وشوشانا بيرلمان هم من أصول بولندية، هاجرا إلى فلسطين بشكل مستقل في منتصف الثلاثينيات من القرن العشرين وذلك قبل لقائهما وزواجهما. بدأ اهتمام بيرلمان بالكمان أول مرة بعد سماعه أداء فرقة موسيقية على الراديو. وعندما بلغ ثلاث سنوات تم رفض طلب التحاقه بمعهد شولاميت الموسيقي لكونه صغيرًا جدًا على حمل الكمان. استمر بيرلمان في تدريب نفسه على كيفية عزف الآلة مستخدمًا لعبته (كمان صغير) حتي بلغ من العمر ما يؤهله للدراسة مع ريبيكا جولدبارت (Rivka Goldgart) بمعهد شولاميت الموسيقي وأكاديمية الموسيقى في تل أبيب، حيث قدم حفلته الموسيقية الفردية الأولى عندما بلغ عشر سنوات، وكان ذلك قبل انتقاله للولايات المتحدة الأمريكية، ليدرس بمدرسة جوليارد مع معلم الكمان إيفان غالاميان (Ivan Galamian)، ومساعدته دوروثى ديلاي (دوروثي ديلاي ‏).
وأُصيب بيرلمان بشلل الأطفال وهو في سن الرابعة. ولكنه تعافى بشكلٍ جيد، مُتعلمًا السير بمساعدة عكازين. واليوم يستخدم بيرلمان عكازين أو كرسيًا مدولبًا كهربائيًا للحركة والسير أميجو، ويعزف الكمان وهو جالس.

## الحياة العملية

### الأداء الفني

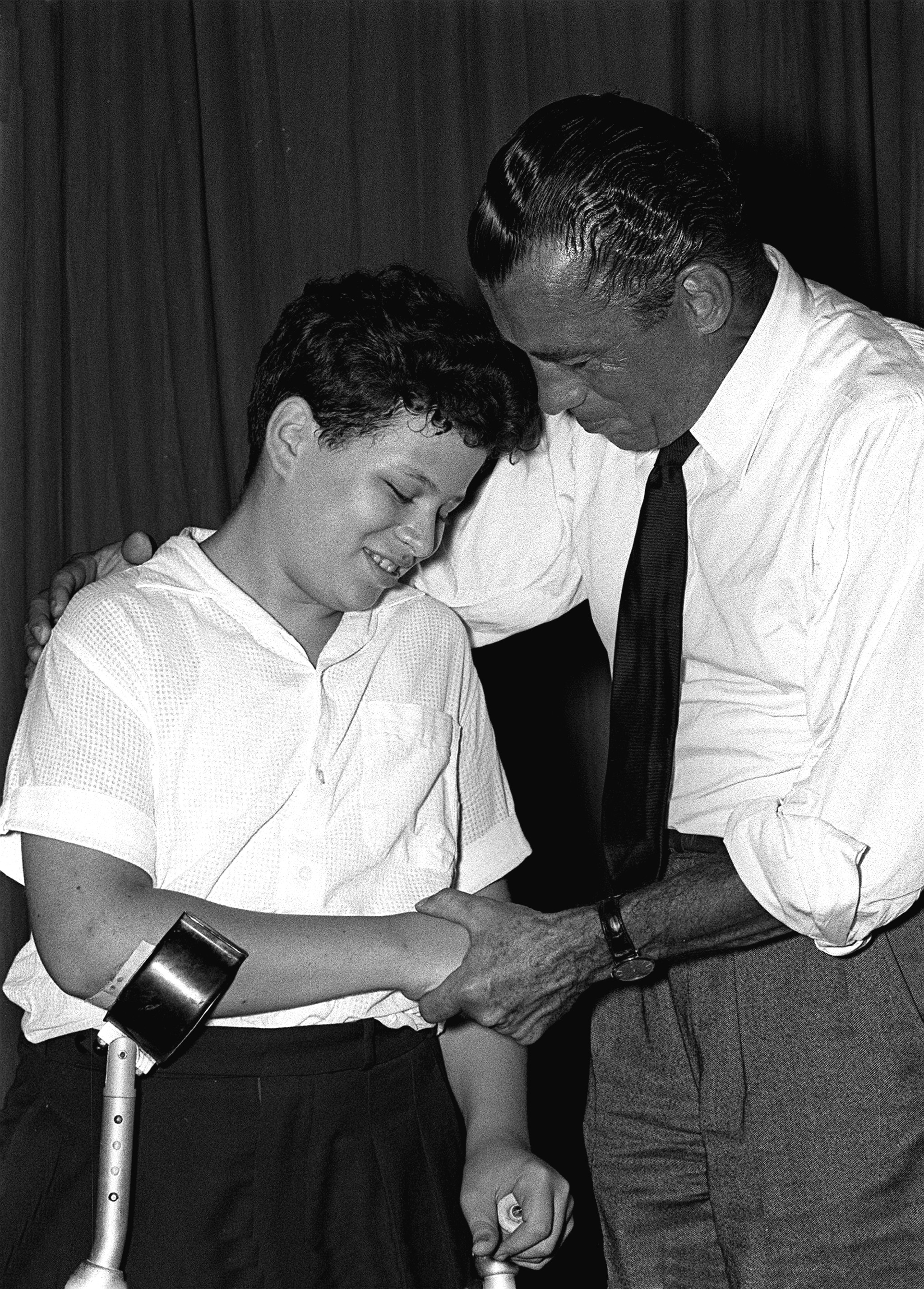
إد سوليفان (Ed Sullivan) يُهنئ إسحاق بيرلمان بعد حفلة موسيقية (1958)

وتم تقديمه على نطاق أوسع للجمهور الأمريكي العريض عندما ظهر في برنامج إد سوليفان التليفزيوني مرتين عام 1958. ولم يمض الكثير من الوقت، بعد حفلته الموسيقية بقاعة كارنيجي عام 1963 وفوزه بمسابقة لفينتريت، حتى بدأ جولته الفنية على نطاقٍ أوسع. وبالإضافة إلى التسجيلات والعروض الكثيرة استمر بيرلمان في الظهور كضيف في العديد من البرامج التليفزيونية الأمريكية مثل تونايت شو عرض الليلة (The Tonight Show)، شارع سمسم ويأتي ذلك أيضًا بجانب تقديمه العديد من العروض في البيت الأبيض.[بحاجة لمصدر]
وعلى الرغم من أنه لم يتم تقديمه أو تسويقه قط كمُغني، إلا أنه أقدم بالفعل على تأدية دور («حارس السجن») وغنائه بمسرحية "Un carceriere" عام 1981 وشارك أيضًا في أداء أوبرا توسكا بوتشيني التي قامت بتسجيلها شركة إيمي إي أم أي (EMI) وشارك فيها عددًا من الفنانين البارزين في مجال الأوبرا وهم ريناتا سكوتو، بلاسيدو دومينغو، ريناتو بروسون، وجيمس ليفين. وفي وقتٍ سابق غنى بيرلمان هذا الدور مجددًا كمقتطف من الأوبرا في الحفلة الخيرية لصندوق المعاشات والتقاعد عام 1980 الذي تم بثه على الهواء مباشرةً كجزء من سلسلة حلقات لينكولن سنتر وشاركه في العرض لوتشانو بافاروتي في دور كافارادوسي، وأوركسترا نيويورك الفيلهارمونية بقيادة زوبين مهتا. ويُعد بيرلمان مُغني باس.
وفي الخامس من يوليو عام 1986، قدم بيرلمان عرضًا مميزًا في احتفال أوركسترا نيويورك الفيلهارمونية بالذكرى المائة لتمثال الحرية، والذي تم بثه على الهواء مباشرةً على تليفزيون أى بي سي. وتولى قيادة الأوركسترا زوبين ميهتا، وتم الاحتفال في سنترال بارك.
وفي عام 1987، انضم بيرلمان للأوركسترا الإسرائيلية للمشاركة في حفلاتها الموسيقية في وارسو، بودابست، ودول الكتلة الشرقية. وانضم أيضًا في جولاتهم الأولى على الإطلاق في دول الاتحاد السوفيتي في أوائل عام 1990، وحفلاتهم في موسكو ولينينغراد، ثم عاد للمشاركة مرةً أخرى في جولاتهم الفنية عام 1994 لتقديم العروض في الصين والهند.
وعلى الرغم من أنه في المقام الأول يُعد فنانًا منفردًا قدم بيرلمان أيضًا عرضًا مميزًا، مع عدد من الموسيقيين البارزين مثل يويو ما، جيسي نورمان، إسحاق ستيرن، ويوري تيميركانوف، للاحتفال بذكرى مرور 150 عامًا على مولد الموسيقي الروسي الشهير تشايكوفسكي في لينينغراد ديسمبر عام 1990.بالإضافة إلى عروضه وتسجيلاته الموسيقية الرائعة مع صديقه عازف الكمان الإسرائيلي وزميله بنحاس تسوكرمان في مناسبات عديدة على مر السنين.
ولم تقتصر موهبة بيرلمان على عزف الموسيقى الكلاسيكية وتسجيلها فقط، التي اشتهر بها، بل امتدت لعزف موسيقى الجاز ويشمل ذلك الألبوم الذي شاركه فيه كُل من عازف البيانو وملحن موسيقى الجاز أوسكار بيترسون، وكليزمر. شارك بيرلمان كعازف منفرد في الموسيقى التصويرية لعدد من الأفلام ومن أهمها الموسيقى التصويرية لفيلم من أفلام إنتاج عام 1993 قائمة شندلر تلحين المؤلف الموسيقي جون ويليامز، والجدير بالذكر أن هذا الفيلم فاز لاحقًا بجائزة الأوسكار لأفضل موسيقى تصويرية ومؤخرًا شارك كعازف كمان منفرد في فيلم من أفلام 2005 وهو مموارز أوف أه غايشا، جنبًا إلى جنب مع عازف التشيللو يو-يو ما. وبالإضافة أيضًا لمشاركته هو ويو-يو ما في عزف مقطوعات الموسيقى التصويرية للعديد من الأفلام، التي تم ترشيحها لنيل جائزة أفضل موسيقى تصويرية في مهرجان توزيع جوائز الأوسكار الثالث والسبعين، والثامن والسبعين

### عروضه الفنية البارزة
عزف بيرلمان في حفل العشاء الذي حضرته الملكة إليزابيث الثانية في السابع من مايو عام 2007 في الغرفة الشرقية بالبيت الأبيض.
والجدير بالذكر أنه عزف رباعية جون ويليام' الكلاسيكية "Air and Simple Gifts" في مراسم حفل تنصيب عام 2009 الرئيس باراك أوباما وشاركه في العزف يو-يو ما (تشيللو)، جابرييلا مونتيرو (بيانو) وأنطوني ماكجيل (كلارينيت). وقد قام الرباعي بعزف المقطوعة وتسجيلها قبل يومين من الحفل، وذلك لصعوبة ضبط الآلات الوترية بشكلٍ صحيح في درجات الحرارة شديدة البرودة. بالإضافة إلى مشاركته مرتين كفنان سلسلة حلقات ' مع أوركسترا بانتون رودج عام 2003 و2007

### الآلة
يعزف بيرلمان على سويل ستراديفاريوس، وهو كمان قديم الطراز يعود ظهوره لعام 1714 وكان يملكه يهودي مينوهين، ويُعد واحدًا من أرقى آلات الكمان التي تم تصنيعها خلال العصر الذهبي لستراديفاري ويعزف أيضًا على غوارنييري ديل جيسو 1743 ويُعرف أيضًا باسم Sauret.

### قيادة الأوركسترا
اتجه بيرلمان مؤخرًا إلى مجال قائد الأوركسترا (المايسترو)، حيث أصبح القائد الضيف الرئيسي على أوركسترا ديترويت. وشغل منصب مستشار موسيقي لدى أوركسترا سانت لويس منذ عام 2002 حتى عام 2004. وفي نوفمبر عام 2007 أعلنت أوركسترا ويست تشيستر الفيلهارمونية تعيينه المدير الفني وقائد الأوركسترا الرئيسي لديها. أُقيمت حفلته الأولى خلال توليه هذه المناصب في الحادي عشر من أكتوبر 2008 في برنامج لإحياء ذكرى بيتهوفن وضم البرنامج عازف البيانو ليون فليتشير وقاموا بعزف كونشرتو رقم 5 الإمبراطور.

### التدريس
وفي عام 1975، تولى بيرلمان منصبًا جامعيًا بالمعهد الموسيقي العالي بجامعة بروكلين. وفي عام 2003، تم اختياره ليتولى منصب المدير المسئول لمؤسسة دوروثي ريتشارد ستارلينغ لدراسات الكمان بمدرسة جوليارد، بعد مُعلمته دوروثي ديلاي. وحاليًا يُعطى دروسًا للطلاب في معهد بيرلمان الموسيقي على طريق لونج آيلاند بنيويورك، ونادرًا ما يُدير دروسًا. وأعطى أيضًا دروسًا في مركز اجتماعي في بئر السبع بإسرائيل،

### برنامج بيرلمان الموسيقي
تأسس برنامج بيرلمان الموسيقي عام 1995 على يد توبي بيرلمان وسوكي ساندلر بدأ البرنامج كمخيم صيفي لشريحة استثنائية من الموسيقيين الذين تتراوح أعمارهم بين الحادية عشرة والثمانية عشرة. ومع مرور الوقت توسع البرنامج ليصبح متاحًا طوال العام. يتيح البرنامج للطلاب فرصة التدرب تحت إشراف إسحاق بيرلمان نفسه قبل أن يعزفوا في أماكن مثل (Sutton Place Synagogue) والمدارس العامة. وبتقديم الطلاب بعضهم لبعض وحضورهم جلسات التمرين معًا كل ذلك يُساعد الموسيقيين، الذين كانوا يفضلون العزف وحدهم، على تطوير شبكة معارفهم وكسب المزيد من الأصدقاء والزملاء في المهنة. وبدلاً من البقاء منعزلين، يجد المشاركون البرنامج مكانًا ينتمون إليه بالفعل.

## الحياة الشخصية
يقيم بيرلمان في مدينة نيويورك مع زوجته، توبي، وهي أيضًا عازفة كمان مُدربة. ولديهم خمسة أطفال: نوح، نافا بيرلمان، ليؤورا (Leora)، رامي (Rami)، وأرييلا (Ariella). وهو قريب المذيع التليفزيوني الكوميدي كندي الجنسية هاوي مانديل.

## الجوائز والأوسمة
الفائز *بمسابقة ليفنتريت لعام 1964
- حائز على جائزة غرامي لأفضل أداء موسيقي:

عزف **دانيال بارنبويم وإسحاق بيرلمان رائعة يوهانس: سوناتات الكمان الثلاثة وحازوا على (1991)
عزف **فلاديمير اشكنازي، لين هاريل وإسحاق بيرلمان رائعة بيتهوفن: ثلاثية البيانو الكاملة The Complete Piano Trios وفازوا (1988)
عزف**فلاديمير إشكنازي، لين هاريل وإسحاق بيرلمان رائعة تشايكوفسكي: Piano Trio in A Minor، وحازوا على (1982)
عزف**إسحاق بيرلمان وبنحاس تسوكرمان موسيقى آلتي الكمان (موريتز: Suite For Two Violins /شوستاكوفيتش: الألحان الثنائية/بروكوفييف: سوناتة آلتي الكمان) حازوا على (1981
عزف**إسحاق بيرلمان وفلاديمير اشكنازي رائعة بيتهوفن: سوناتات الكمان والبيانو وحازوا على (1979)
- حاز على جائزة الغرامي لأفضل أداء عازف آلي منفرد (مع أوركسترا)
- حاز على جائزة الغرامي لأفضل أداء عازف آلي منفرد (بدون أوركسترا)
- جائزة غرامي لأفضل ألبوم كلاسيكي

حائز على *جائزة مركز كينيدي عام 2003
- في أبريل عام 1980: نُشرت صورته على غلاف.مجلة نيوزويك.[16]
- وفي عام 1986: منحه الرئيس ريجان وسام الحرية.[17]
- وفي عام 2000: تم منحه الوسام الوطني للفنون من قبل الرئيس كلينتون.[17]
- وتم منحه درجة الدكتوراه الفخرية من جامعات عديدة منها هارفرد، ييل، روزفلت، كليفلاند، المعهد الموسيقي، جامعة يشيفا، والجامعات العبرية.[17]

وفي 2005، احتل المرتبة 135 في أستطلاع الرأي.الذي قام به موقع الأخبار الإسرائيلي واي نت لتحديد أعظم 200 شخصية إسرائيلية وفقًا لرأي الجمهور الإسرائيلي العام.

## وصلات خارجية
- IMG Artists Biography
- Official Myspace page
- إسحاق بيرلمان على موقع IMDb (الإنجليزية)
- إسحاق بيرلمان على موقع الموسوعة البريطانية (الإنجليزية)
- إسحاق بيرلمان على موقع مونزينجر (الألمانية)
- إسحاق بيرلمان على موقع ألو سيني (الفرنسية)
- إسحاق بيرلمان على موقع ميوزك برينز (الإنجليزية)
- إسحاق بيرلمان على موقع أول موفي (الإنجليزية)
- إسحاق بيرلمان على موقع قاعدة بيانات الأفلام السويدية (السويدية)
- إسحاق بيرلمان على موقع إن إن دي بي (الإنجليزية)
- إسحاق بيرلمان على موقع أول ميوزيك (الإنجليزية)
- إسحاق بيرلمان على موقع ديسكوغز (الإنجليزية)
- Itzhak Perlman biography in the World Concert Artist directory
- Itzhak Perlman interview on The Charlie Rose Show, (Video) 8-9-2010
- Itzhak Perlman & John Williams interview on The Charlie Rose Show, (Video) 8-8-1997